# Aile volante
Pour les articles homonymes, voir Aile.
Pour un article plus général, voir Configuration d'aile.

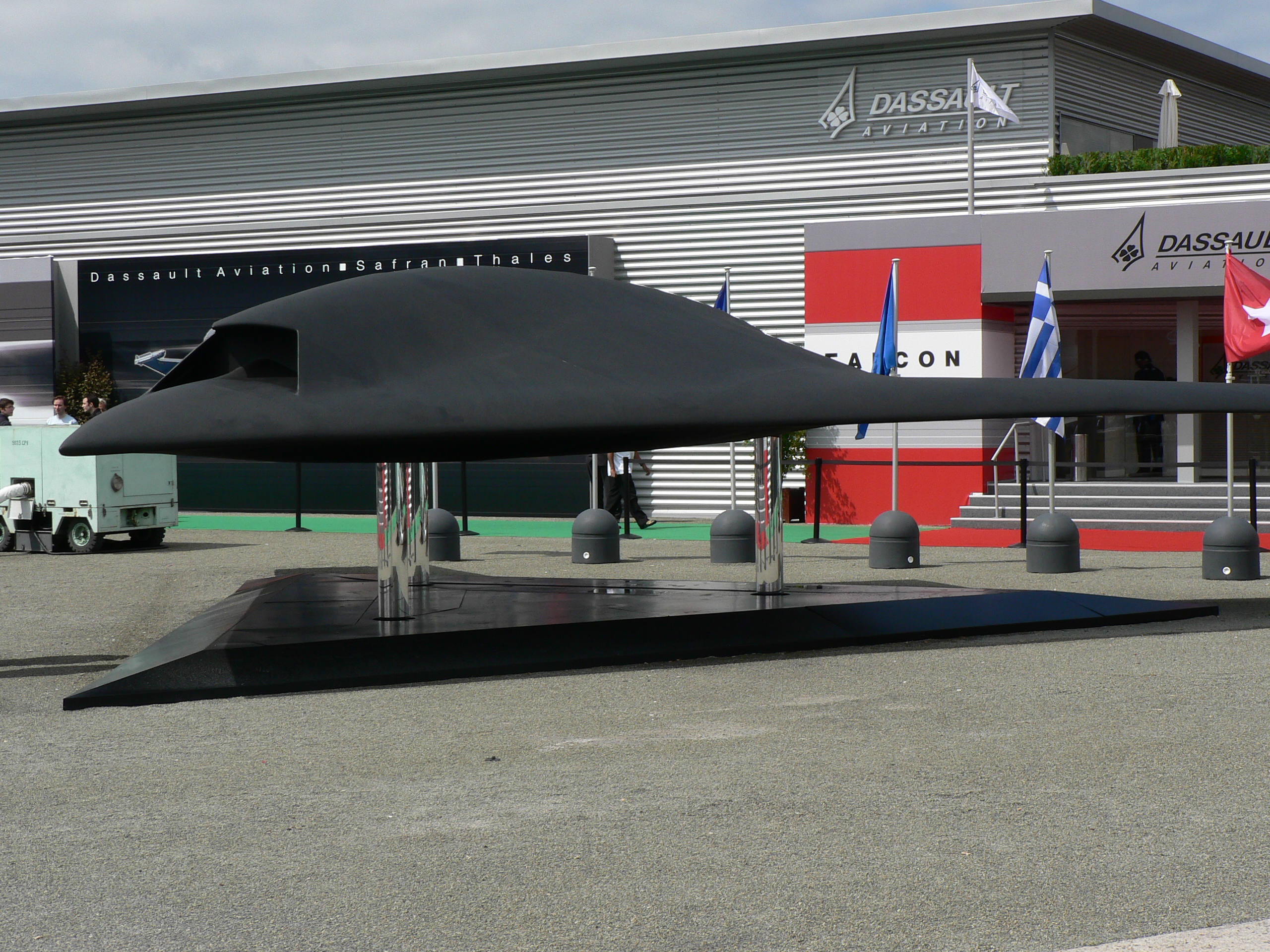
Le nEUROn de Dassault Aviation.

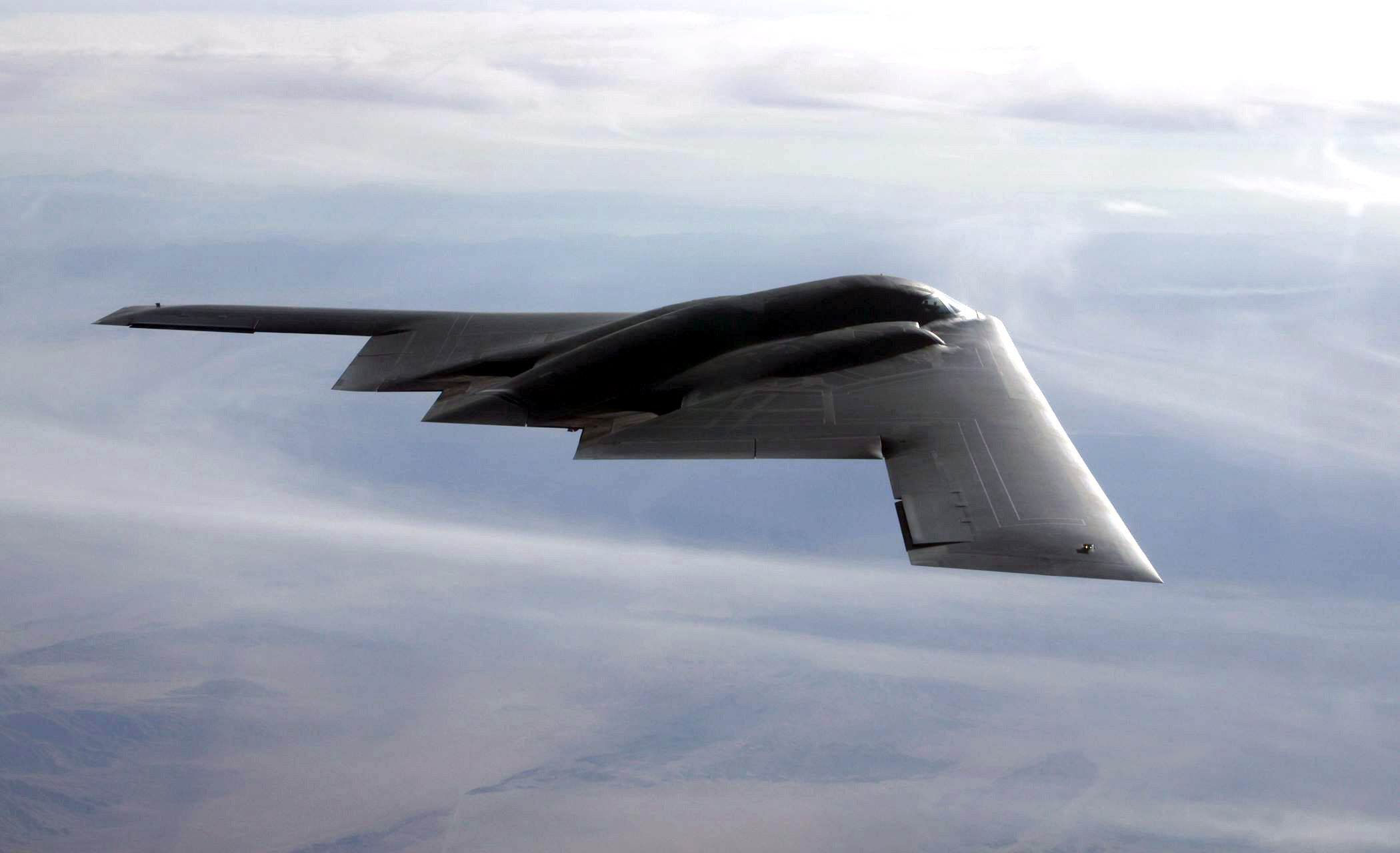
Le Northrop B-2 Spirit, avion bombardier emblématique des ailes volantes.

Une aile volante est un type d'aéronef ne possédant ni fuselage, ni empennage, et dont l’ensemble des différentes surfaces mobiles nécessaires à son pilotage est situé sur la voilure. Par conséquent, le cockpit est intégré à l’aile qui embarque également la charge utile (passagers, fret, missiles…) et le carburant.
En théorie, une aile volante offre la meilleure configuration quant au poids et aux propriétés aérodynamiques, et permet de surcroît une grande capacité d’emport ainsi qu’une faible signature radar ; elle constitue donc un atout majeur pour les avions militaires. Cependant, ce type d’appareil est relativement instable, ce qui explique l’absence d’ailes volantes dans le domaine civil.
L’aile volante naît en 1876 grâce au concept d’aéroplane amphibie des Français Alphonse Pénaud et Paul Gauchot. Néanmoins, il faudra attendre la Seconde Guerre mondiale pour que ces aéronefs se développent réellement. Actuellement[Quand ?], les seules ailes volantes à avoir été construites en série sont les B-2 Spirit, des avions bombardiers développés par l’avionneur américain Northrop.

## Histoire

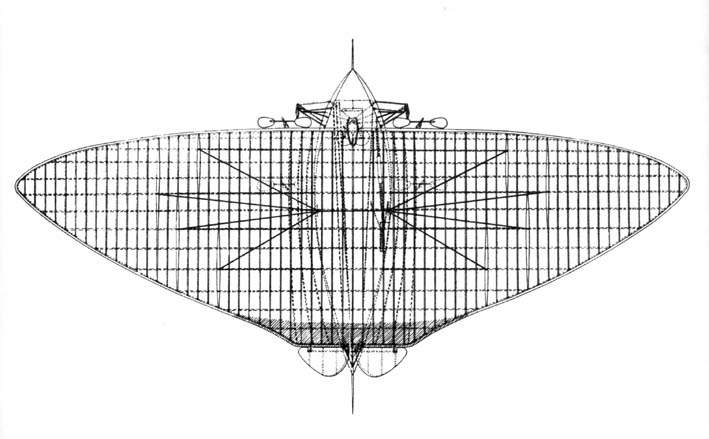
Plan de l’aéroplane d’Alphonse Pénaud et Paul Gauchot.

Le concept de l’aile volante est né le 16 février 1876 lorsque les ingénieurs français Alphonse Pénaud et Paul Gauchot déposent le brevet d’« un aéro-plane ou appareil aérien volant » amphibie mû par deux hélices et possédant toutes les caractéristiques d’une aile volante telle que nous la connaissons aujourd’hui. Cependant, il faut attendre la fin de la Première Guerre mondiale et le début de l’aviation commerciale pour que le concept connaisse un regain d'intérêt.
C’est d’ailleurs à cette époque que l’on considère que l’aile volante est la solution la mieux adaptée aux vols transatlantiques du fait de sa grande capacité d’emport en passagers et en carburant. Ainsi, en 1919, l’ingénieur allemand Hugo Junkers débute la conception du Junkers JG1 Giant, une aile volante destinée à transporter des passagers. Néanmoins, deux ans plus tard, l’Aeronautical Inter-Allied Commission of Control ordonne la destruction de l'aéronef en vertu du traité de Versailles qui limite le nombre d'aéronefs dont l’Allemagne peut disposer. Pour autant, au début des années 1930, Junkers entame à nouveau le projet de construire une aile volante pouvant transporter 1 000 passagers ; finalement, le projet aboutit au Junkers G.38, un avion de transport civil ne pouvant transporter que 34 passagers placés seulement en partie dans les ailes.

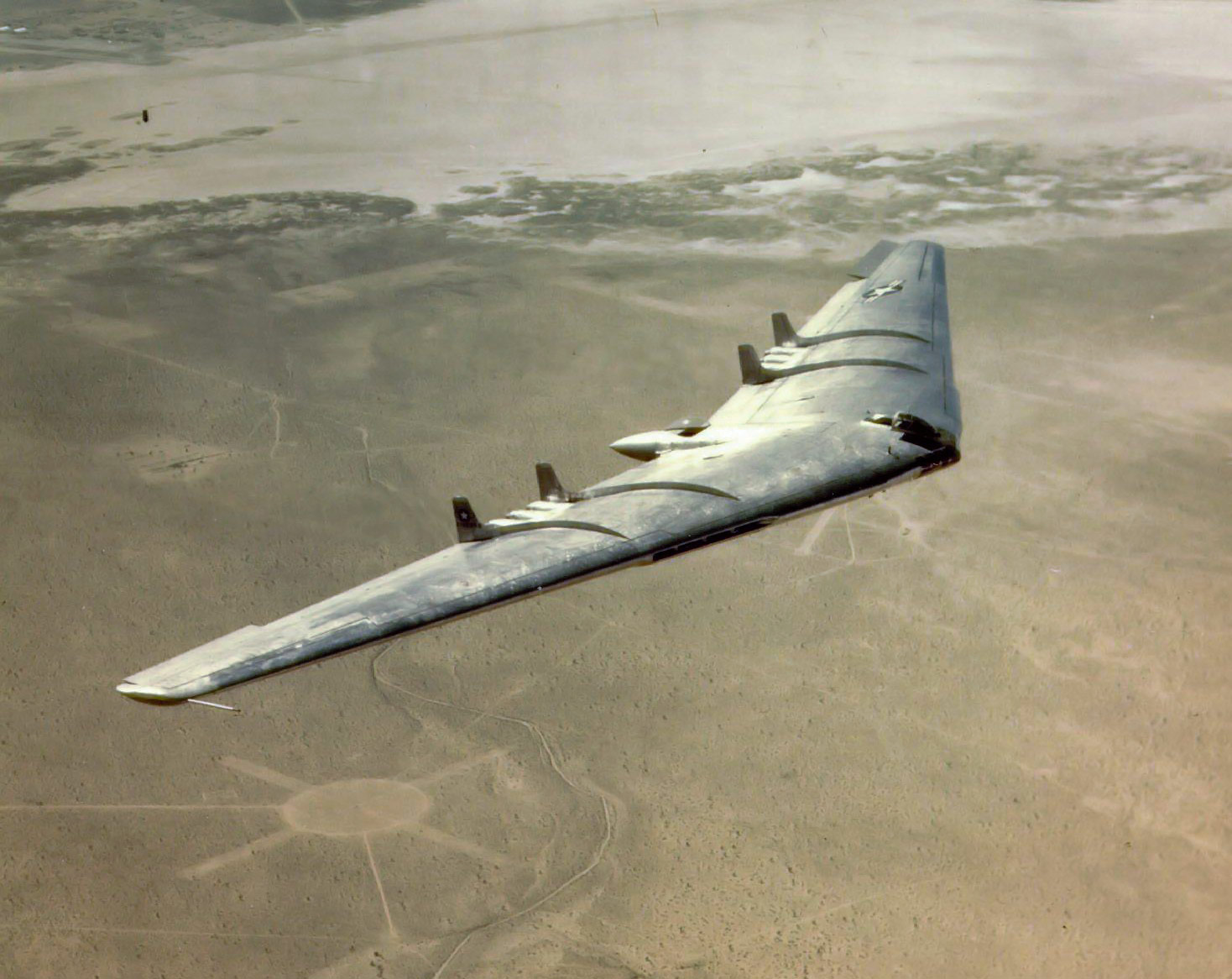
Le Northrop YB-49, concept moderne d’aile volante.

Durant la Seconde Guerre mondiale, l’engouement des avionneurs pour les ailes volantes s'intensifie. À cette période en effet, les avions à réaction souffrent d’une autonomie plus que limitée, ce à quoi l’aile volante était un moyen de répondre du fait de sa faible traînée aérodynamique. C’est ainsi que naît l'Horten Ho 229, un prototype biréacteur d’aile volante bombardier destinée à la Luftwaffe et dont le premier vol est effectué en 1944. Révolutionnaire pour l’époque, le Ho 229 ne fut néanmoins jamais fabriqué en série.
Après la guerre, les expériences sur les ailes volantes continuèrent dans le domaine des bombardiers à grand rayon d’action, capables entre autres de transporter des charges nucléaires. Le concept culmine avec les prototypes Northrop YB-35 et YB-49, mais qui ne sont pour autant jamais construits en série. En effet, ces avions n’avaient pas une assez grande capacité d’emport et posaient beaucoup de problèmes techniques, notamment de stabilité ; on leur préféra ainsi B-36 Peacemaker et B-52 Stratofortress.
Longtemps abandonnés, de nouveaux projets d’ailes volantes voient le jour dans les années 1970-1980. Les ailes volantes offrant une faible signature radar de par leur dessin, elles répondent aux attentes des avionneurs sur le plan de la furtivité. Le Northrop B-2 Spirit, aujourd’hui emblématique des ailes volantes, est ainsi développé pour l’US Air Force afin qu’elle dispose d’un appareil capable, si besoin, de traverser les défenses antiaériennes soviétiques durant la guerre froide. À ce jour, le B-2 Spirit est la seule aile volante à avoir été produite en série.

## Intérêts et inconvénients
Historiquement, l’aile volante fut longtemps défendue comme étant potentiellement la configuration la plus efficace d’un point de vue aérodynamique et masse structurelle. Une telle notion repose sur l’idée que supprimer tout ce qui ne sert pas à la portance serait bénéfique. Par ailleurs, la suppression du fuselage et de l’empennage permet un gain théorique de surface mouillée, ce qui minimise la traînée de frottement. Ce faisant, l’aile doit être capable d’assurer par elle-même la stabilité du vol et le contrôle en tangage et en lacets de l’appareil, ce qui n’est pas sa fonction habituelle. Finalement, les gains attendus demeurent mitigés en fonction des compromis nécessaires à la stabilité et aux qualités de vol.

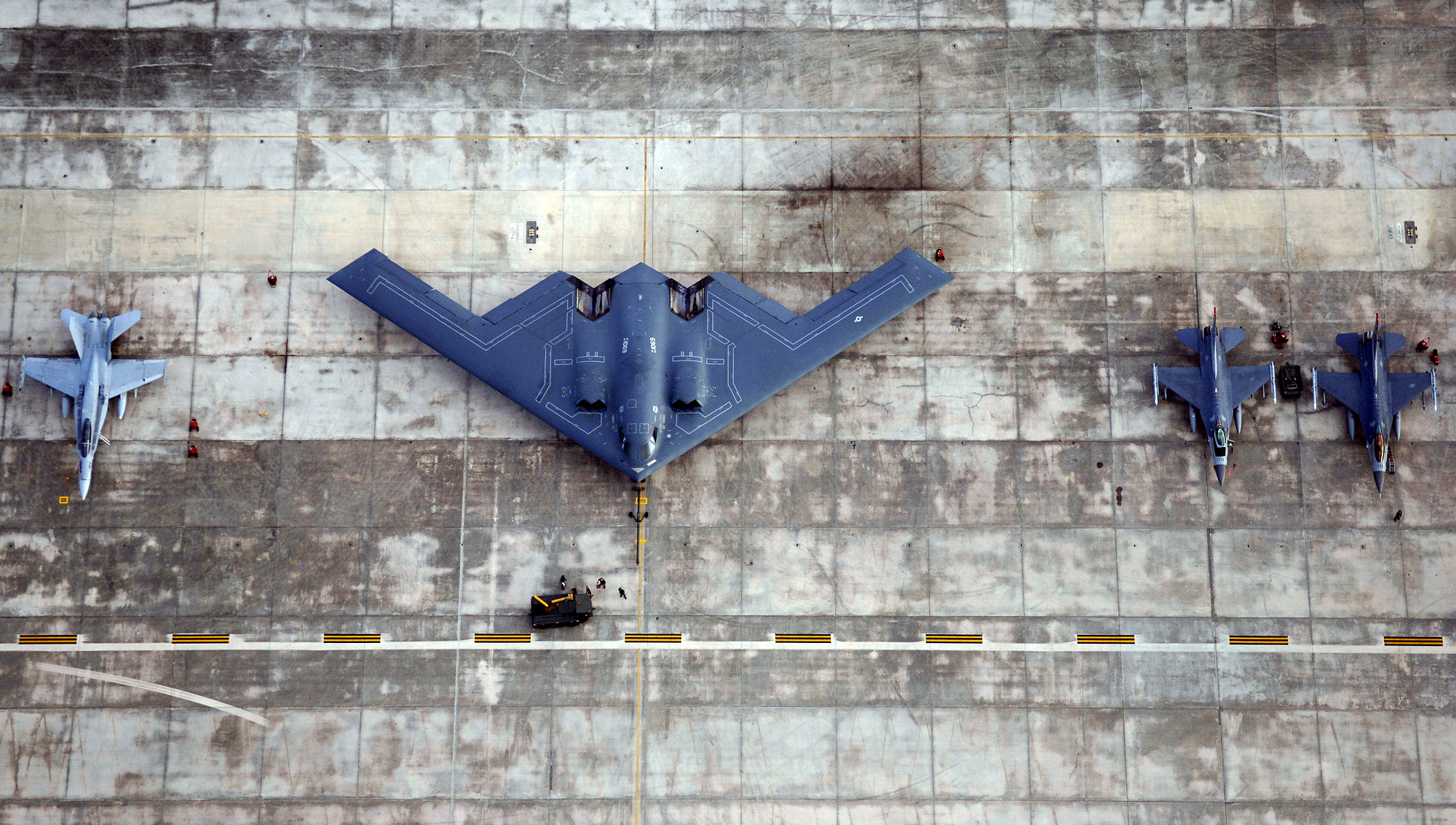
Comparaison de l’envergure d’avions de chasse traditionnels à celle du B-2 Spirit.

L’aile volante offre une grande capacité d’emport en volume, au prorata néanmoins de ses dimensions. Mais à l’inverse, sa capacité d’emport en masse est relativement faible. Les volets hypersustentateurs étant inexistants en raison de l’absence d’empennage, le coefficient de portance maximal d’une aile volante est beaucoup plus faible que celui d’un avion conventionnel. À masse transportée égale, la surface portante, et donc l’envergure de l’aile volante, doit être plus grande. L’Airbus A380, d’une envergure de 80 m, se voyant déjà contraint de ne pouvoir utiliser qu’un petit nombre d’aéroports, il est improbable qu’une aile volante pour le transport civil puisse avoir une envergure plus grande.
La structure de l’aile volante se prête moins bien à la pressurisation que le tube d’un fuselage classique, dont la section circulaire est plus résistante. D’autre part, le volume utilisable est disponible, non pas en longueur, mais en largeur, dans l’aile elle-même. Les mouvements en roulis en vol seraient ainsi très désagréables pour les passagers situés sur les côtés. Enfin, une autre difficulté est liée au compartimentage transversal qui complique l’évacuation des passagers en cas d’accident, les passagers n’étant pas tous à proximité d’une sortie de secours.

## Applications

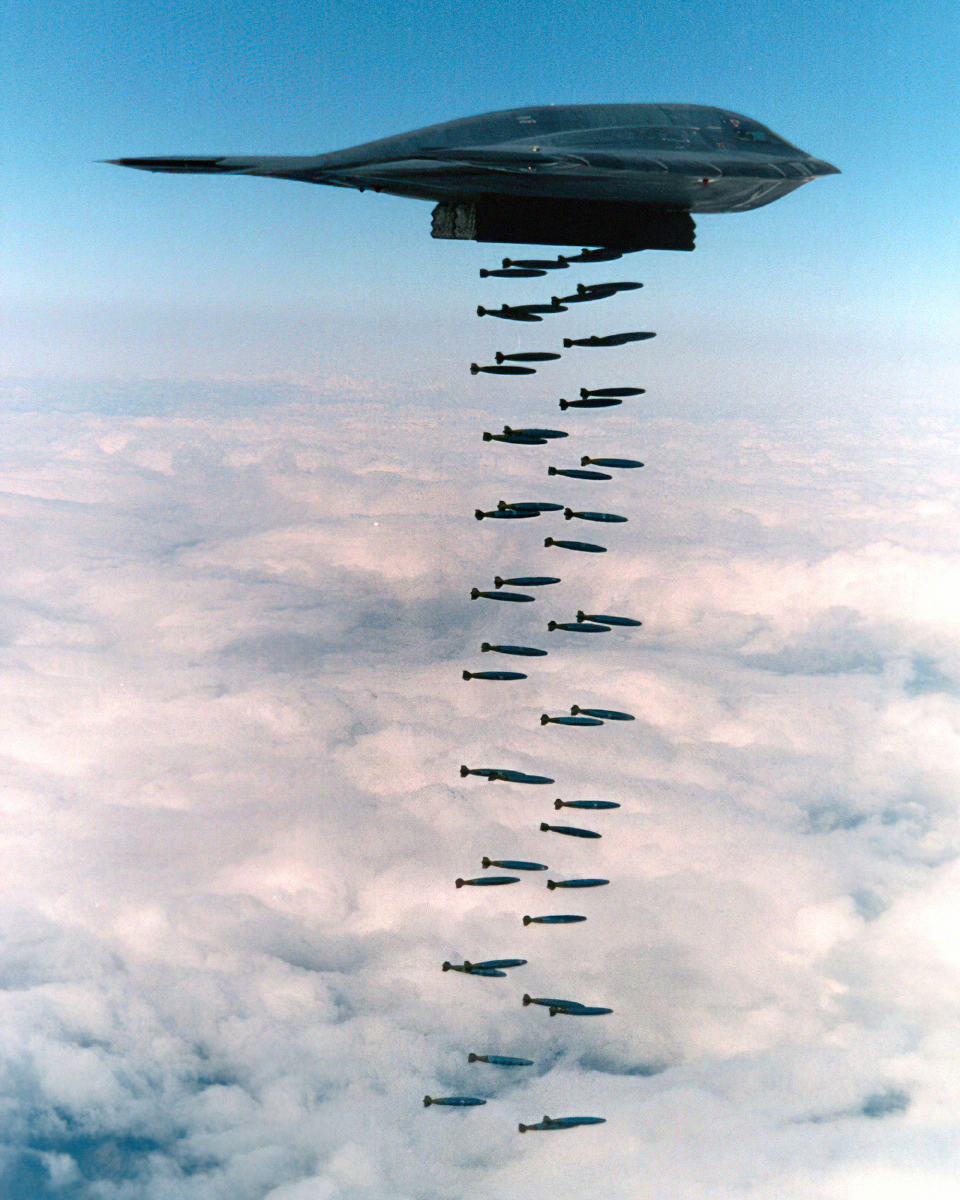
Exercice de bombardement avec des Mk 82 en 1994.

### Domaine civil

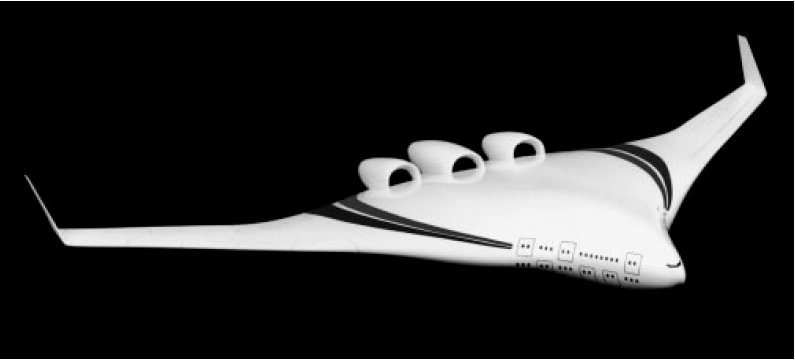
Le prototype X-48 BWB (« Blended Wing Body ») de la NASA.

Les constructeurs civils se sont intéressés aux ailes volantes du fait de la saturation des grands aéroports internationaux. Ce type d’avion pourrait en effet permettre de construire des avions de plus de 1 000 places, et ainsi diminuer le nombre d’avions de ligne dans les aéroports. On retrouve là les grandes lignes du projet BWB (sigle anglais pour « Blended Wing Body » = fuselage et ailes confondus) développé aux États-Unis par la NASA, Boeing et l'Air Force Research Laboratory.
En septembre 2020, Guillaume Faury, président exécutif d'Airbus, annonce qu'une aile volante figure parmi les trois projets sur lesquels travaille l'avionneur en vue de commercialiser un avion à hydrogène, décarbonné, pour 2035. Elle pourrait transporter 200 personnes. Airbus a déjà développé Maveric, un prototype (modèle réduit de 2 m sur 3,2 m) à partir de 2017. Son premier vol a été effectué en juin 2019,.

### Drones
L'aile volante est une formule aérodynamique prometteuse pour la conception de drones. La simplicité de construction, la furtivité, et la robustesse compensent les défauts de l'aile volante lorsqu'elle est utilisée pour des avions qui doivent transporter une charge utile. Exemple : micro drone civil (Sensefly eBee) et Militaire (RQ-170 sentinel). 

## Fiction
Dans la première histoire (Le secret de l'espadon, 1946), de la bande dessinée Blake et Mortimer d'Edgar P. Jacobs, l'avion personnel du méchant Olrik est une aile volante nommée l'Aile rouge.
Dans un autre album de Edgar P. Jacobs, Le Rayon U (qui n'appartient pas à la série des Blake et Mortimer) une bataille aérienne oppose deux escadrilles de chasseurs en aile volante.
Dans le film La Guerre des mondes (1953), une aile volante est chargée de larguer une bombe nucléaire sur les envahisseurs extra-terrestres.
Dans le film d'animation d'Hayao Miyazaki, Nausicaä de la Vallée du Vent, l'héroïne se déplace sur une aile volante ultra-légère à propulsion à réaction.
Une aile volante de fiction est montrée dans le film d'aventures de Steven Spielberg Les Aventuriers de l'arche perdue, 1981. Après s'être emparés de l'Arche d'alliance dans le désert d'Égypte, les nazis prévoient de l'expédier en Allemagne à bord d'une aile volante bimoteur, visiblement inspirée de l'aile volante Horten Ho 229. Dans la réalité, ce modèle est demeuré à l'état de prototype, et aucun n'est entré en service opérationnel dans la Luftwaffe. De plus, c'était un biréacteur alors que le film montre un bimoteur à hélices propulsives. Indiana Jones et sa compagne Marion font échouer ce transport, en tentant de s'emparer de l'avion, qui est involontairement détruit durant le combat.